# Bentonyx
Bentonyx byl rod býložravého rynchosaura, žijícího v období středního triasu (geologický věk anis, před zhruba 245 miliony let). Jeho fosilní pozůstatky byly objeveny v anglickém Devonu. Původně byl vědci popsán jako Rhynchosaurus spenceri, ale později se ukázalo, že se jedná o samostatný rod. Byl pojmenován po Michaelu J. Bentonovi, slavnému britskému paleontologovi z Bristolské univerzity.